# Donald Winnicott
Donald Woods Winnicott, född 7 april 1896 i Plymouth, död 28 januari 1971 i London, var en engelsk barnläkare och psykoanalytiker.
Winnicott har haft stort inflytande på objektrelationsteorin. Han lade stor vikt vid lekens betydelse både i kulturen och i terapin, och är också känd för att ha lanserat begreppet "övergångsobjekt" (transitional object) för de föremål barn använder för att vänja sig av med den nära kontakten med sin vårdnadshavare under den första månaden, exempelvis nallar eller snuttefiltar.